# کومه‌ساجیو
کومه‌ساجیو (به ایتالیایی: Commessaggio) یک کومونه در ایتالیا است که در استان منتووا واقع شده‌است.

## خصوصیات
کومه‌ساجیو ۱۱٫۶ کیلومترمربع مساحت و ۱٬۱۶۰ نفر جمعیت دارد.